# Copa Davis 2010
La Copa Davis 2010 correspon a la 99a edició del torneig de tennis masculí més important per nacions. 16 equips participaran en el Grup Mundial i més de cent en els diferents grups regionals.
La primera ronda es jugarà entre el 5 i el 7 de març, i la final entre el 3 i el 5 de desembre.

## Grup Mundial
|  | Vuitens de final       | Vuitens de final                     |                             |   | Quarts de final | Quarts de final |  |  | Semifinals | Semifinals |  |  | Final | Final |
|  |                        |                                      |                             |   |                 |                 |  |  |            |            |  |  |       |       |
|  | 5/7 de març - Varazdin |                                      |                             |   |                 |                 |  |  |            |            |  |  |       |       |
|  |                        |                                      |                             |   |                 |                 |  |  |            |            |  |  |       |       |
|  | Croàcia                | 5                                    |                             |   |                 |                 |  |  |            |            |  |  |       |       |
|  | Croàcia                | 5                                    | 9/11 de juliol - Split      |   |                 |                 |  |  |            |            |  |  |       |       |
|  | Equador                | 0                                    |                             |   |                 |                 |  |  |            |            |  |  |       |       |
|  | Equador                | 0                                    | Croàcia                     | 1 |                 |                 |  |  |            |            |  |  |       |       |
|  | 5/7 de març - Belgrad  |                                      | Croàcia                     | 1 |                 |                 |  |  |            |            |  |  |       |       |
|  |                        | Sèrbia                               | 4                           |   |                 |                 |  |  |            |            |  |  |       |       |
|  | Sèrbia                 | Sèrbia                               | 4                           | 3 |                 |                 |  |  |            |            |  |  |       |       |
|  | Sèrbia                 |                                      | 17/19 de setembre - Belgrad | 3 |                 |                 |  |  |            |            |  |  |       |       |
|  | Estats Units           | 2                                    |                             |   |                 |                 |  |  |            |            |  |  |       |       |
|  | Estats Units           | 2                                    | Sèrbia                      | 3 |                 |                 |  |  |            |            |  |  |       |       |
|  | 5/7 de març - Coquimbo |                                      | Sèrbia                      | 3 |                 |                 |  |  |            |            |  |  |       |       |
|  |                        | Txèquia                              | 2                           |   |                 |                 |  |  |            |            |  |  |       |       |
|  | Xile                   | Txèquia                              | 2                           | 4 |                 |                 |  |  |            |            |  |  |       |       |
|  | Xile                   | 9/11 de juliol - Coquimbo            |                             | 4 |                 |                 |  |  |            |            |  |  |       |       |
|  | Israel                 | 1                                    |                             |   |                 |                 |  |  |            |            |  |  |       |       |
|  | Israel                 | 1                                    | Xile                        | 1 |                 |                 |  |  |            |            |  |  |       |       |
|  | 5/7 de març - Bree     |                                      | Xile                        | 1 |                 |                 |  |  |            |            |  |  |       |       |
|  |                        | Txèquia                              | 4                           |   |                 |                 |  |  |            |            |  |  |       |       |
|  | Bèlgica                | Txèquia                              | 4                           | 1 |                 |                 |  |  |            |            |  |  |       |       |
|  | Bèlgica                |                                      | 3/5 de desembre - Belgrad   | 1 |                 |                 |  |  |            |            |  |  |       |       |
|  | Txèquia                | 4                                    |                             |   |                 |                 |  |  |            |            |  |  |       |       |
|  | Txèquia                | 4                                    | Sèrbia                      | 3 |                 |                 |  |  |            |            |  |  |       |       |
|  | 5/7 de març - Toló     |                                      | Sèrbia                      | 3 |                 |                 |  |  |            |            |  |  |       |       |
|  |                        | França                               | 2                           |   |                 |                 |  |  |            |            |  |  |       |       |
|  | França                 | França                               | 2                           | 4 |                 |                 |  |  |            |            |  |  |       |       |
|  | França                 | 9/11 de juliol - Clarmont d'Alvèrnia |                             | 4 |                 |                 |  |  |            |            |  |  |       |       |
|  | Alemanya               | 1                                    |                             |   |                 |                 |  |  |            |            |  |  |       |       |
|  | Alemanya               | 1                                    | França                      | 5 |                 |                 |  |  |            |            |  |  |       |       |
|  | 5/7 de març - Logronyo |                                      | França                      | 5 |                 |                 |  |  |            |            |  |  |       |       |
|  |                        | Espanya                              | 0                           |   |                 |                 |  |  |            |            |  |  |       |       |
|  | Espanya                | Espanya                              | 0                           | 4 |                 |                 |  |  |            |            |  |  |       |       |
|  | Espanya                |                                      | 17/19 de setembre - Lió     | 4 |                 |                 |  |  |            |            |  |  |       |       |
|  | Suïssa                 | 1                                    |                             |   |                 |                 |  |  |            |            |  |  |       |       |
|  | Suïssa                 | 1                                    | França                      | 5 |                 |                 |  |  |            |            |  |  |       |       |
|  | 5/7 de març - Moscou   |                                      | França                      | 5 |                 |                 |  |  |            |            |  |  |       |       |
|  |                        | Argentina                            | 0                           |   |                 |                 |  |  |            |            |  |  |       |       |
|  | Rússia                 | Argentina                            | 0                           | 3 |                 |                 |  |  |            |            |  |  |       |       |
|  | Rússia                 | 9/11 de juliol - Moscou              |                             | 3 |                 |                 |  |  |            |            |  |  |       |       |
|  | Índia                  | 2                                    |                             |   |                 |                 |  |  |            |            |  |  |       |       |
|  | Índia                  | 2                                    | Rússia                      | 2 |                 |                 |  |  |            |            |  |  |       |       |
|  | 5/7 de març - Estocolm |                                      | Rússia                      | 2 |                 |                 |  |  |            |            |  |  |       |       |
|  |                        | Argentina                            | 3                           |   |                 |                 |  |  |            |            |  |  |       |       |
|  | Suècia                 | Argentina                            | 3                           | 2 |                 |                 |  |  |            |            |  |  |       |       |
|  | Suècia                 |                                      |                             | 2 |                 |                 |  |  |            |            |  |  |       |       |
|  | Argentina              | 3                                    |                             |   |                 |                 |  |  |            |            |  |  |       |       |
|  | Argentina              | 3                                    |                             |   |                 |                 |  |  |            |            |  |  |       |       |

## Vuitens de final

### Croàcia vs. Equador
|                                                                             | Croàcia | 5 | 0 | Equador |  |
| --------------------------------------------------------------------------- | ------- | - | - | ------- |  |
| Gradska Sportska Dvorana Varazdin, Varazdin, Croàcia 5 al 7 de març de 2010 |         |   |   |         |  |

|  | Jugador                |  | Jugador                   | Resultat                 |
|  | ---------------------- |  | ------------------------- | ------------------------ |
|  | Ivo Karlović           |  | Nicolás Lapentti          | 6-2, 5-7, 6²-7, 6-3, 6-4 |
|  | Marin Čilić            |  | Giovanni Lapentti         | 6-4, 6-3, 6-3            |
|  | M. Čilić - I. Karlović |  | N. Lapentti - G. Lapentti | 7-63, 6-3, 7-5           |
|  | Antonio Veic           |  | Julio César Campozano     | 6-4, 7-64                |
|  | Ivan Dodig             |  | Ivan Endara               | 6-1, 6-3                 |

### Sèrbia vs. Estats Units
|                                                        | Sèrbia | 3 | 2 | Estats Units |  |
| ------------------------------------------------------ | ------ | - | - | ------------ |  |
| Belgrade Arena, Belgrad, Sèrbia 5 al 7 de març de 2010 |        |   |   |              |  |

|  | Jugador                     |  | Jugador             | Resultat                 |
|  | --------------------------- |  | ------------------- | ------------------------ |
|  | Viktor Troicki              |  | John Isner          | 7-64, 6⁵-7, 7-5, 6-4     |
|  | Novak Đoković               |  | Sam Querrey         | 6-2, 7-64, 2-6, 6-3      |
|  | J. Tipsarevic - N. Zimonjic |  | B. Bryan - M. Bryan | 68-7, 7-5, 68-7, 3-6     |
|  | Novak Đoković               |  | John Isner          | 7-5, 3-6, 6-3, 6⁶-7, 6-4 |
|  | Viktor Troicki              |  | Sam Querrey         | 5-7, 2-6                 |

### Xile vs. Israel
|                                                            | Xile | 4 | 1 | Israel |  |
| ---------------------------------------------------------- | ---- | - | - | ------ |  |
| Enjoy Tennis Center, Coquimbo, Xile 5 al 7 de març de 2010 |      |   |   |        |  |

|  | Jugador                    |  | Jugador            | Resultat                  |
|  | -------------------------- |  | ------------------ | ------------------------- |
|  | Nicolás Massú              |  | Dudi Sela          | 4-6, 6-2, 6-2, 6-4        |
|  | Fernando González          |  | Harel Levy         | 2-6, 6-3, 6-4, 6-4        |
|  | J. Aguilar - P. Capdeville |  | J. Erlich - A. Ram | 7-6⁵, 6⁹-7, 6-2, 1-6, 0-6 |
|  | Fernando González          |  | Dudi Sela          | 6-4, 6-4, 6-3             |
|  | Jorge Aguilar              |  | Harel Levy         | 7-63, 6-1                 |

### Bèlgica vs. República Txeca
|                                                      | Bèlgica | 1 | 4 | República Txeca |  |
| ---------------------------------------------------- | ------- | - | - | --------------- |  |
| Expodroom Bree, Bree, Bèlgica 5 al 7 de març de 2010 |         |   |   |                 |  |

|  | Jugador               |  | Jugador                  | Resultat       |
|  | --------------------- |  | ------------------------ | -------------- |
|  | Olivier Rochus        |  | Tomas Berdych            | 3-6, 0-6, 4-6  |
|  | Xavier Malisse        |  | Radek Stepanek           | 2-6, 4-6, 63-7 |
|  | S. Darcis - O. Rochus |  | T. Berdych - R. Stepanek | 60-7, 0-6, 3-6 |
|  | Steve Darcis          |  | Jan Hajek                | 7-6⁶, 1-6, 6-4 |
|  | Xavier Malisse        |  | Tomas Berdych            | 6-1, 63-7, 5-7 |

### França vs. Alemanya
|                                                        | França | 4 | 1 | Alemanya |  |
| ------------------------------------------------------ | ------ | - | - | -------- |  |
| Palais des Sports, Toló, França 5 al 7 de març de 2010 |        |   |   |          |  |

|  | Jugador                  |  | Jugador                   | Resultat            |
|  | ------------------------ |  | ------------------------- | ------------------- |
|  | Gael Monfils             |  | Philipp Kohlschreiber     | 6-1, 6-4, 7-6⁵      |
|  | Jo-Wilfried Tsonga       |  | Benjamin Becker           | 6-3, 6-2, 6²-7, 6-3 |
|  | J. Benneteau - M. Llodra |  | C. Kas - P. Kohlschreiber | 6-1, 6-4, 1-6, 7-5  |
|  | Jo-Wilfried Tsonga (r)   |  | Simon Greul               | 6-4, 2-6, 0-1       |
|  | Julien Benneteau         |  | Benjamin Becker           | 6-2, 7-5            |

### Espanya vs. Suïssa
|                                                                       | Espanya | 4 | 1 | Suïssa |  |
| --------------------------------------------------------------------- | ------- | - | - | ------ |  |
| Plaza de Toros de la Ribera, Logronyo, Espanya 5 al 7 de març de 2010 |         |   |   |        |  |

|  | Jugador                    |  | Jugador                  | Resultat                |
|  | -------------------------- |  | ------------------------ | ----------------------- |
|  | Nicolás Almagro            |  | Stalislas Wawrinka       | 6-3, 4-6, 6-3, 5-7, 3-6 |
|  | David Ferrer               |  | Marco Chiudinelli        | 6-2, 7-6⁵, 6-1          |
|  | M. Granollers - T. Robredo |  | Y. Allegro - S. Wawrinka | 7-68, 6-2, 4-6, 6-4     |
|  | David Ferrer               |  | Stalislas Wawrinka       | 6-2, 6-4, 6-0           |
|  | Nicolás Almagro            |  | Marco Chiudinelli        | 6-1, 6-3                |

### Rússia vs. Índia
|                                                                    | Rússia | 3 | 2 | Índia |  |
| ------------------------------------------------------------------ | ------ | - | - | ----- |  |
| Small Sports Arena Luzhniki, Moscou, Rússia 5 al 7 de març de 2010 |        |   |   |       |  |

|  | Jugador                     |  | Jugador               | Resultat             |
|  | --------------------------- |  | --------------------- | -------------------- |
|  | Ígor Kunitsin               |  | Somdev Devvarman      | 6⁶-7, 7-64, 6-3, 6-4 |
|  | Mikhaïl Iujni               |  | Rohan Bopanna         | 6-4, 6-2, 6-3        |
|  | T. Gabashvili - Í. Kunitsin |  | M. Bhupathi - L. Paes | 3-6, 2-6, 2-6        |
|  | Mikhaïl Iujni               |  | Somdev Devvarman      | 6-2, 6-1, 6-3        |
|  | Teimuraz Gabashvili         |  | Rohan Bopanna         | 6⁵-7, 4-6            |

### Suècia vs. Argentina
|                                                                | Suècia | 2 | 3 | Argentina |  |
| -------------------------------------------------------------- | ------ | - | - | --------- |  |
| Kungliga Tennishallen, Estocolm, Suècia 5 al 7 de març de 2010 |        |   |   |           |  |

|  | Jugador                     |  | Jugador                | Resultat           |
|  | --------------------------- |  | ---------------------- | ------------------ |
|  | Robin Soderling             |  | Eduardo Schwank        | 6-1, 7-60, 7-5     |
|  | Joachim Johansson           |  | Leonardo Mayer         | 7-5, 3-6, 5-7, 4-6 |
|  | R. Lindstedt - R. Soderling |  | L. Mayer - H. Zeballos | 2-6, 64-7, 6⁵-7    |
|  | Robin Soderling             |  | Leonardo Mayer         | 7-5, 7-6⁵, 7-5     |
|  | Andreas Vinciguerra         |  | David Nalbandian       | 5-7, 3-6, 6-4, 4-6 |

## Quarts de final

### Croàcia vs. Sèrbia
|                                                            | Croàcia | 1 | 4 | Sèrbia |  |
| ---------------------------------------------------------- | ------- | - | - | ------ |  |
| Spaladium Arena, Split, Croàcia 9 a l'11 de juliol de 2010 |         |   |   |        |  |

|  | Jugador             |  | Jugador                     | Resultat       |
|  | ------------------- |  | --------------------------- | -------------- |
|  | Ivan Ljubičić       |  | Novak Đoković               | 63-7, 4-6, 1-6 |
|  | Marin Čilić         |  | Viktor Troicki              | 6-4, 7-5, 6-2  |
|  | I. Dodig - M. Cilic |  | J. Tipsarevic - N. Zimonjic | 3-6, 2-6, 4-6  |
|  | Marin Čilić         |  | Novak Đoković               | 3-6, 3-6, 2-6  |
|  | Antonio Veic        |  | Janko Tipsarevic            | 2-6, 6⁵-7      |

### Xile vs. República Txeca
|                                                                | Xile | 1 | 4 | República Txeca |  |
| -------------------------------------------------------------- | ---- | - | - | --------------- |  |
| Enjoy Tennis Center, Coquimbo, Xile 9 a l'11 de juliol de 2010 |      |   |   |                 |  |

|  | Jugador               |  | Jugador              | Resultat            |
|  | --------------------- |  | -------------------- | ------------------- |
|  | Nicolás Massú         |  | Ivo Minar            | 0-6, 2-6, 3-6       |
|  | Paul Capdeville       |  | Jan Hajek            | 0-6, 2-6, 1-6       |
|  | J. Aguilar - N. Massú |  | J. Hajek - L. Dlouhy | 63-7, 3-6, 6-3, 3-6 |
|  | Jorge Aguilar         |  | Lukas Dlouhy         | 6-1, 7-6⁶           |
|  | Cristobal Saavedra    |  | Ivo Minar            | 6²-7, 2-6           |

### França vs. Espanya
|                                                                                 | França | 5 | 0 | Espanya |  |
| ------------------------------------------------------------------------------- | ------ | - | - | ------- |  |
| Grande Halle d'Auvergne, Clarmont d'Alvèrnia, França 9 a l'11 de juliol de 2010 |        |   |   |         |  |

|  | Jugador                  |  | Jugador                | Resultat                 |
|  | ------------------------ |  | ---------------------- | ------------------------ |
|  | Gael Monfils             |  | David Ferrer           | 7-63, 6-2, 4-6, 5-7, 6-4 |
|  | Michael Llodra           |  | Fernando Verdasco      | 6⁵-7, 6-4, 6-3, 7-6²     |
|  | J. Benneteau - M. Llodra |  | F. López - F. Verdasco | 6-1, 6-2, 6⁶-7, 7-6⁵     |
|  | Gilles Simon             |  | Nicolás Almagro        | 7-64, 7-67               |
|  | Julien Benneteau         |  | Feliciano López        | 7-63, 6-4                |

### Rússia vs. Argentina
|                                                            | Rússia | 2 | 3 | Argentina |  |
| ---------------------------------------------------------- | ------ | - | - | --------- |  |
| Olympic Stadium, Moscou, Rússia 9 a l'11 de juliol de 2010 |        |   |   |           |  |

|  | Jugador                     |  | Jugador                  | Resultat             |
|  | --------------------------- |  | ------------------------ | -------------------- |
|  | Nikolai Davidenko           |  | David Nalbandian         | 4-6, 6⁵-7, 6⁶-7      |
|  | Mikhaïl Iujni               |  | Leonardo Mayer           | 6-3, 6-1, 6-4        |
|  | T. Gabashvili - Í. Kunitsin |  | E. Schwank - H. Zeballos | 67-7, 4-6, 7-63, 1-6 |
|  | Nikolai Davidenko           |  | Eduardo Schwank          | 4-6, 6-3, 6-1, 6-4   |
|  | Mikhaïl Iujni               |  | David Nalbandian         | 6⁵-7, 4-6, 3-6       |

## Semifinals

### Sèrbia vs. República Txeca
|                                                              | Sèrbia | 3 | 2 | República Txeca |  |
| ------------------------------------------------------------ | ------ | - | - | --------------- |  |
| Belgrade Arena, Belgrad, Sèrbia 17 al 19 de setembre de 2010 |        |   |   |                 |  |

|  | Jugador                  |  | Jugador                  | Resultat            |
|  | ------------------------ |  | ------------------------ | ------------------- |
|  | Viktor Troicki           |  | Radek Stepanek           | 6-4, 2-6, 4-6, 4-6  |
|  | Janko Tipsarevic         |  | Tomas Berdych            | 7-5, 6-2, 2-6, 7-6⁵ |
|  | N. Đoković - N. Zimonjic |  | T. Berdych - R. Stepanek | 6-3, 1-6, 4-6, 1-6  |
|  | Novak Đoković            |  | Tomas Berdych            | 4-6, 6-3, 6-2, 6-4  |
|  | Janko Tipsarevic         |  | Radek Stepanek           | 6-0, 7-6⁶, 6-4      |

### França vs. Argentina
|                                                                        | França | 5 | 0 | Argentina |  |
| ---------------------------------------------------------------------- | ------ | - | - | --------- |  |
| Palais des Sports de Gerland, Lió, França 17 al 19 de setembre de 2010 |        |   |   |           |  |

|  | Jugador                |  | Jugador                  | Resultat           |
|  | ---------------------- |  | ------------------------ | ------------------ |
|  | Michael Llodra         |  | Juan Mónaco              | 7-5, 4-6, 7-5, 6-3 |
|  | Gael Monfils           |  | David Nalbandian         | 6-4, 2-6, 6-4, 6-3 |
|  | A. Clement - M. Llodra |  | E. Schwank - H. Zeballos | 6-4, 7-5, 6-3      |
|  | Gilles Simon           |  | Eduardo Schwank          | 7-6⁵, 6⁶-7, 6-3    |
|  | Arnaud Clement         |  | Horacio Zeballos         | 7-5, 6-1           |

## Final

### Sèrbia vs. França
|                                                            | Sèrbia | 3 | 2 | França |  |
| ---------------------------------------------------------- | ------ | - | - | ------ |  |
| Belgrade Arena, Belgrad, Sèrbia 3 al 5 de desembre de 2010 |        |   |   |        |  |

|  | Jugador                  |  | Jugador                | Resultat                 |
|  | ------------------------ |  | ---------------------- | ------------------------ |
|  | Janko Tipsarevic         |  | Gael Monfils           | 1-6, 64-7, 0-6           |
|  | Novak Đoković            |  | Gilles Simon           | 6-3, 6-1, 7-5            |
|  | V. Troicki - N. Zimonjic |  | A. Clement - M. Llodra | 6-3, 7-63, 4-6, 5-7, 4-6 |
|  | Novak Đoković            |  | Gael Monfils           | 6-2, 6-2, 6-4            |
|  | Viktor Tricki            |  | Gilles Simon           | 6-2, 6-2, 6-3            |